# Friedrich von Amerling
Friedrich von Amerling (14 avril 1803 à Vienne – 14 janvier 1887 à Vienne) est un portraitiste autrichien.

## Biographie
Il étudie à l'Académie des Beaux-Arts de Vienne de 1816 à 1824 avec Hubert Maurer et Karl Gsellhofer, et en 1827-1828 il est élève à l'Académie de Prague avec Josef Bergler le Jeune.
Il séjourne à Londres en 1827-1828 où il se développe en tant que portraitiste, sous l'influence de Thomas Lawrence.
À Rome de 1831 à 1832, il fait de nombreux voyages en Italie, à Munich et aux Pays-Bas.
Il est peintre de la cour de François-Joseph Ier d'Autriche de 1835 à 1880.

## Œuvre
Avec Ferdinand Georg Waldmüller, c'est l'un des portraitistes autrichiens les plus renommés du XIXe siècle.
- Rudolf von Arthaber et ses enfants Rudolf, Emilie et Gustav (1837), huile sur toile, 221 × 115 cm, Österreichische Galerie Belvedere[2]

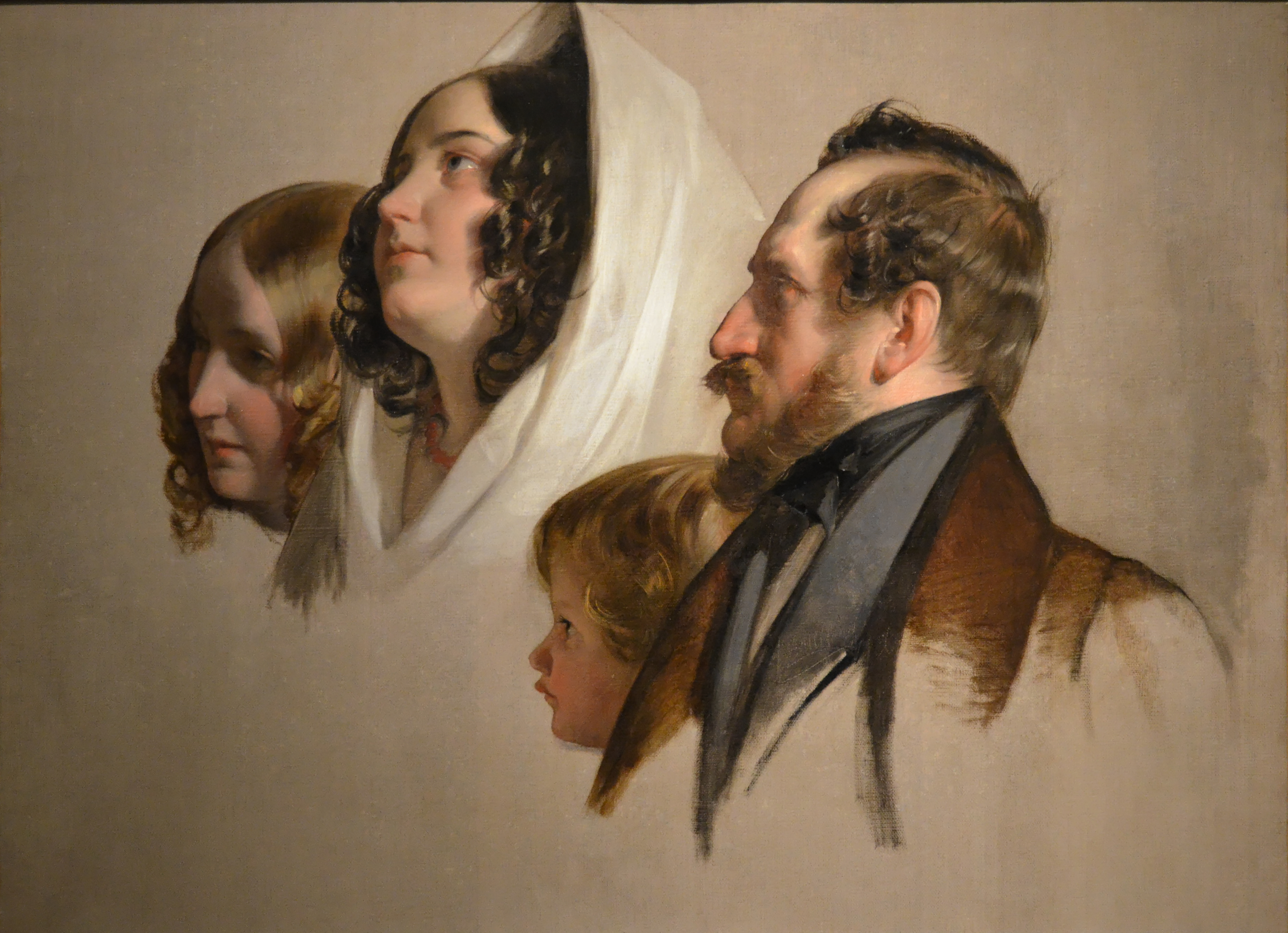
Étude. Musée des beaux-arts de Budapest
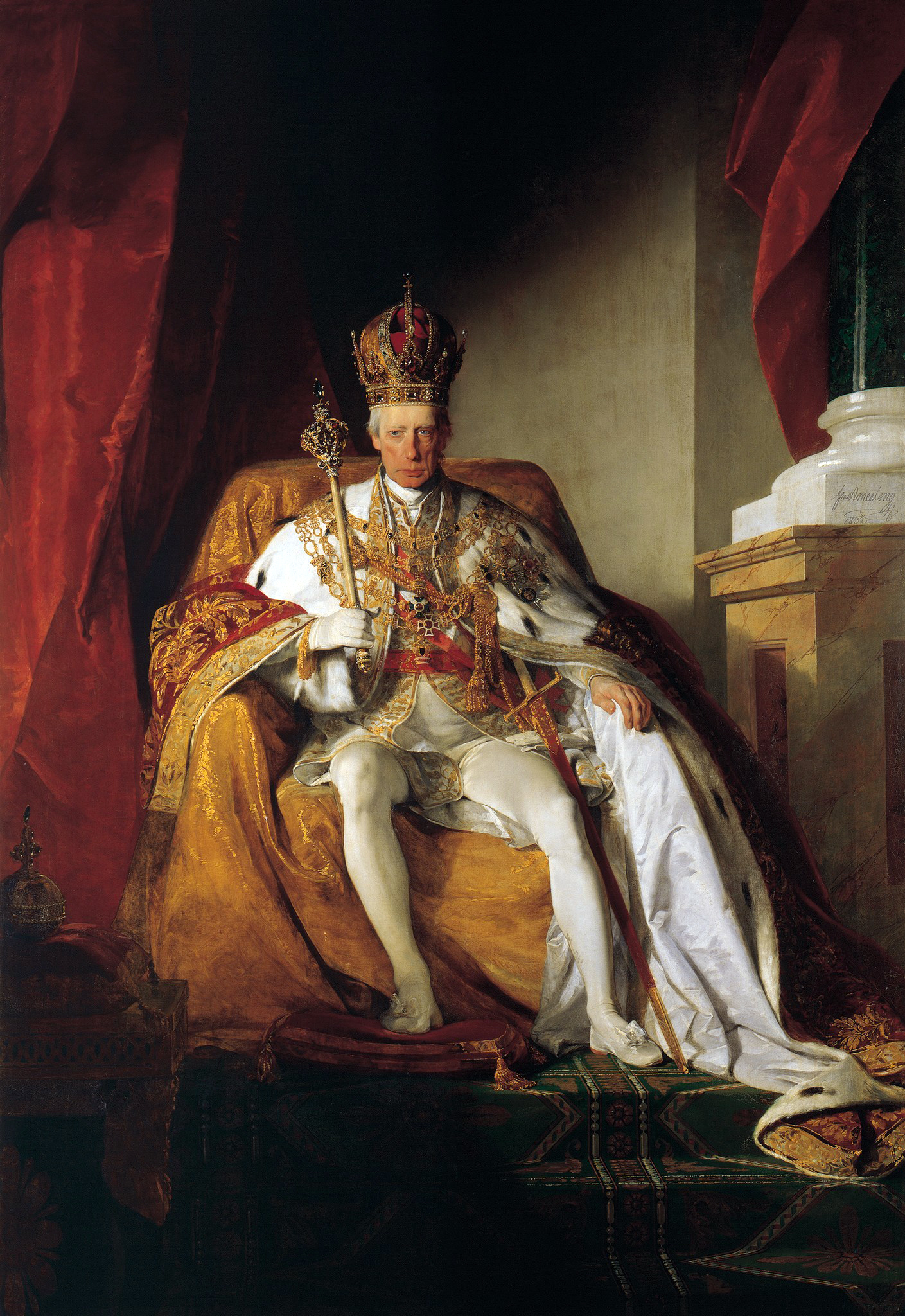
Portrait de l'empereur François Ier d'Autriche.
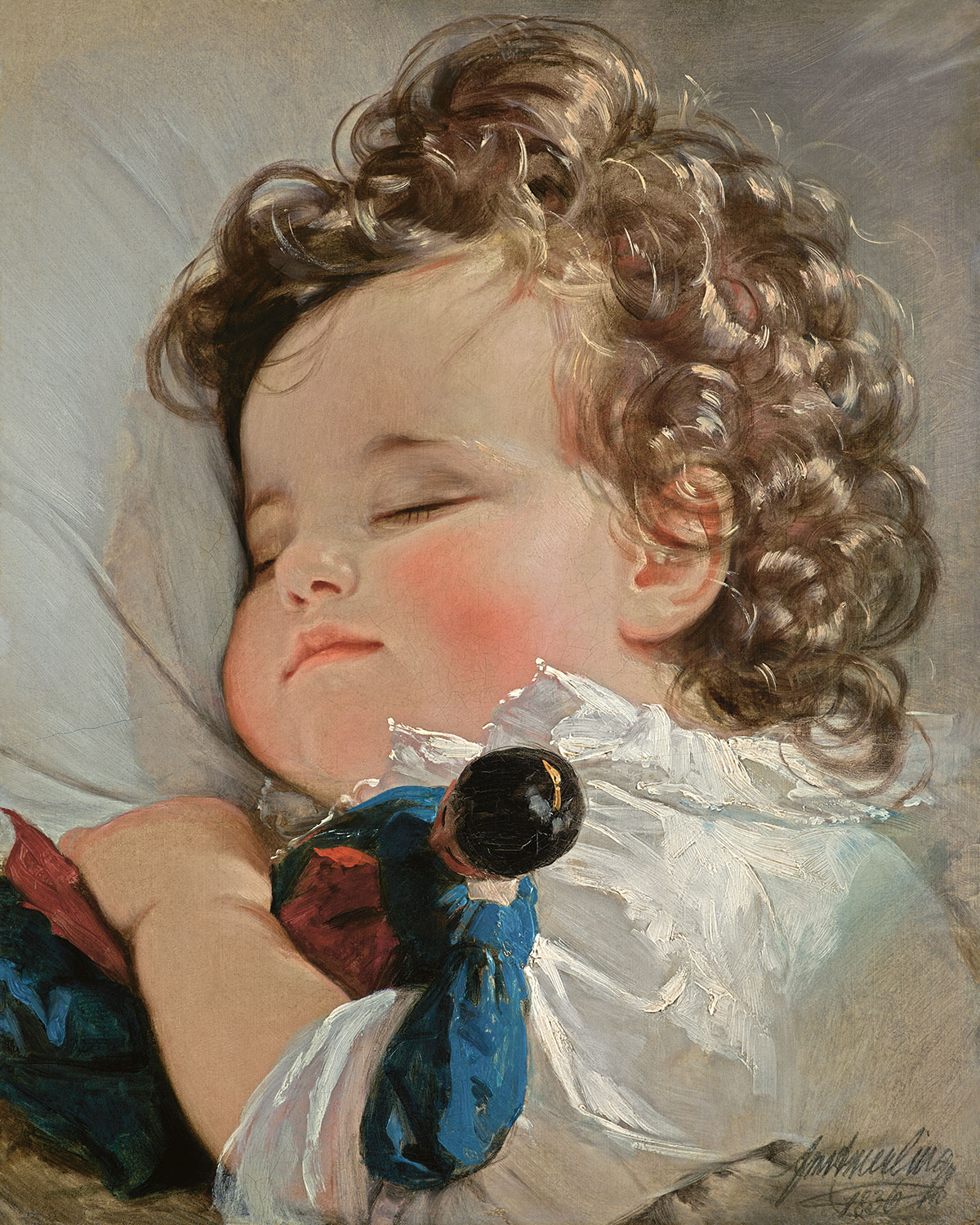
La princesse Marie Franziska du Liechtenstein à deux ans